# Oblats de saint Joseph
Les oblats de saint Joseph (en latin Congregatio Oblatorum S. Ioseph, Astae Pompejae) forment une congrégation cléricale de droit pontifical.

## Historique
La congrégation est fondée par le prêtre italien Joseph Marello (1844 - 1895) pour l'éducation chrétienne des jeunes. Les quatre premiers aspirants sont réunis à Asti le 14 mars 1878 et reçoivent l'habit religieux le 19 mars 1879. L'évêque d'Asti, Mgr Giacinto Arcangeli (it), autorise la congrégation à prononcer des vœux religieux le 18 mars 1901 qui devient de droit diocésain. L'institut obtient de Pie X le décret de louange le 11 avril 1909, ses constitutions sont définitivement approuvées par le Saint-Siège le 1er décembre 1929.
Les premiers Oblats de saint Joseph aident le clergé diocésain en particulier dans l'éducation chrétienne des jeunes, l'enseignement du catéchisme, pour préparer les jeunes aux sacrements d'initiation chrétienne : le baptême, la confirmation, l'eucharistie. En 1915, la congrégation s'ouvre à l'apostolat missionnaire avec des fondations aux Philippines en 1915, au Brésil en 1919, aux États-Unis en 1929, en Bolivie et au Pérou en 1948 où le Saint-Siège leur confie en 1958 la prélature territoriale de Huarí (diocèse de Huarí (it) depuis le 2 avril 2008).

## Fusion
Deux instituts ont fusionné avec eux :
- 1980 : Frères du patronage de saint Joseph, congrégation polonaise de droit diocésain fondée en 1829 à Kobryn (Polésie) par le frère Czesław Antoni Boniakowski[1], le but de la congrégation était d'éduquer les garçons, surtout les orphelins, et de leur apprendre un métier[2].

- 1982 : Oblats de Saint-Joseph, congrégation diocésaine présente dans le Kerala.

## Activités et diffusion
Les oblats de saint Joseph se dédient au ministère paroissial, à l'apostolat missionnaire, à l'éducation des jeunes, à la pastorale des jeunes.
Ils sont présents en : 
- Europe : Italie (à Rome, où ils gèrent l'église San Giuseppe all'Aurelio), Espagne, Pologne.
- Amérique : Bolivie, Brésil, États-Unis, Mexique, Pérou, Salvador.
- Afrique :  Nigeria.
- Asie : Inde, Philippines.
- Océanie : Australie.

La maison généralice est à Rome près de l'église San Giuseppe all'Aurelio.
Au 31 décembre 2008 la congrégation comptait 100 maisons et 570 religieux dont 378 prêtres.